# Selbsthilfebox

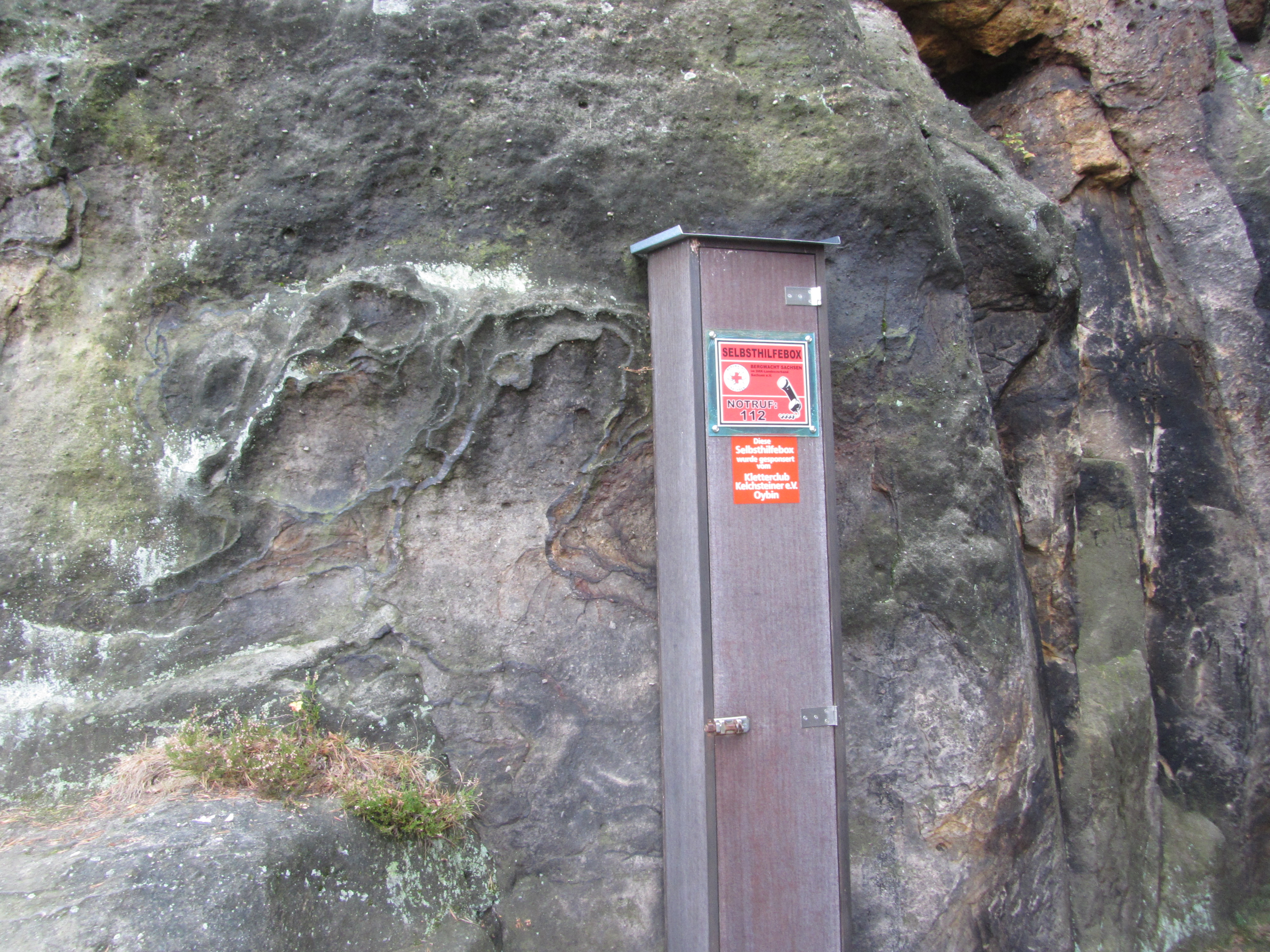
Selbsthilfebox der Bergwacht Sachsen am Nonnenfelsen in Jonsdorf, Deutschland

Eine Selbsthilfebox, auch Bergungsbox, ist eine wetterfeste, unverschlossene Kiste, die eine Rettungstrage und weiteres Erste-Hilfe-Material wie Verbandszeug, Beatmungshilfen und Schienen enthält, und an entfernt gelegenen Punkten im Bergland aufgestellt ist.
Sie ermöglicht Bergsportlern und Wanderern, sich bei Unfällen gegenseitig zu helfen und zu transportieren, bevor die Bergrettung eintreffen kann.
Bekannt sind insbesondere die Selbsthilfeboxen in der Sächsischen Schweiz, die ersten wurden in den 1960er Jahren aufgestellt. Finanziert und unterhalten werden sie von Bergsport- und Bergrettungsverbänden und Spenden, in jüngster Zeit aber auch durch ein System von Patenschaften durch Wanderer, Familien, Bergsteiger, oder Firmen.

## Fotos
Muster einer Selbsthilfebox der Bergwacht Sachsen in der SBB-Kletterhalle Dresden, Deutschland:

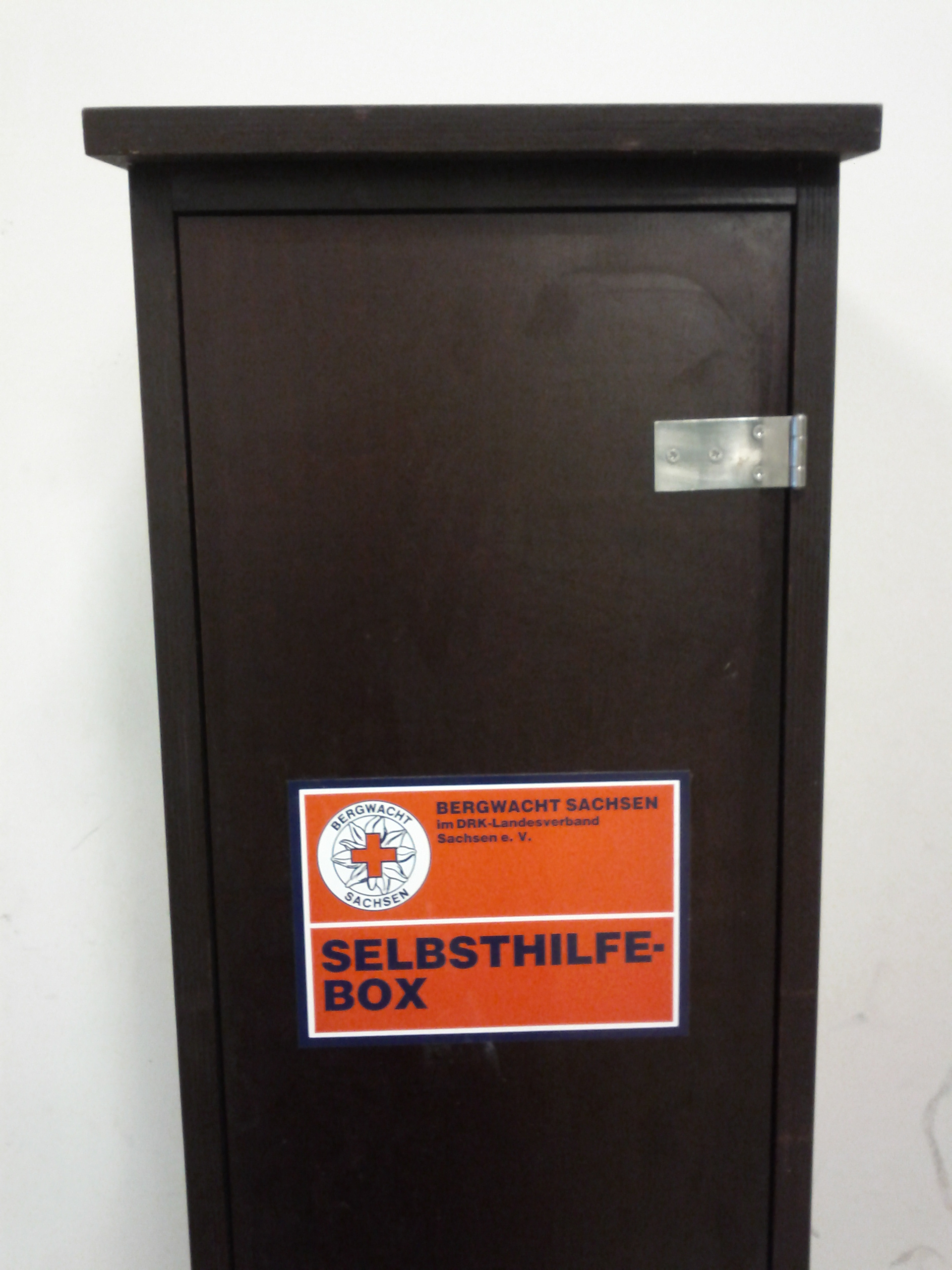
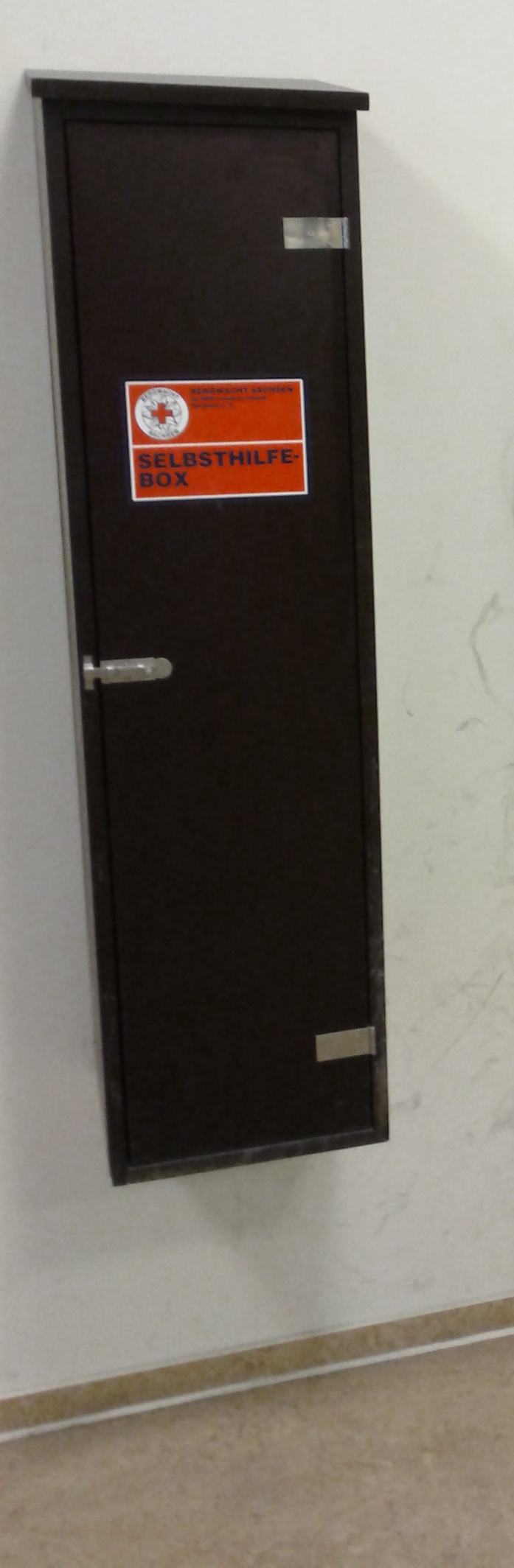
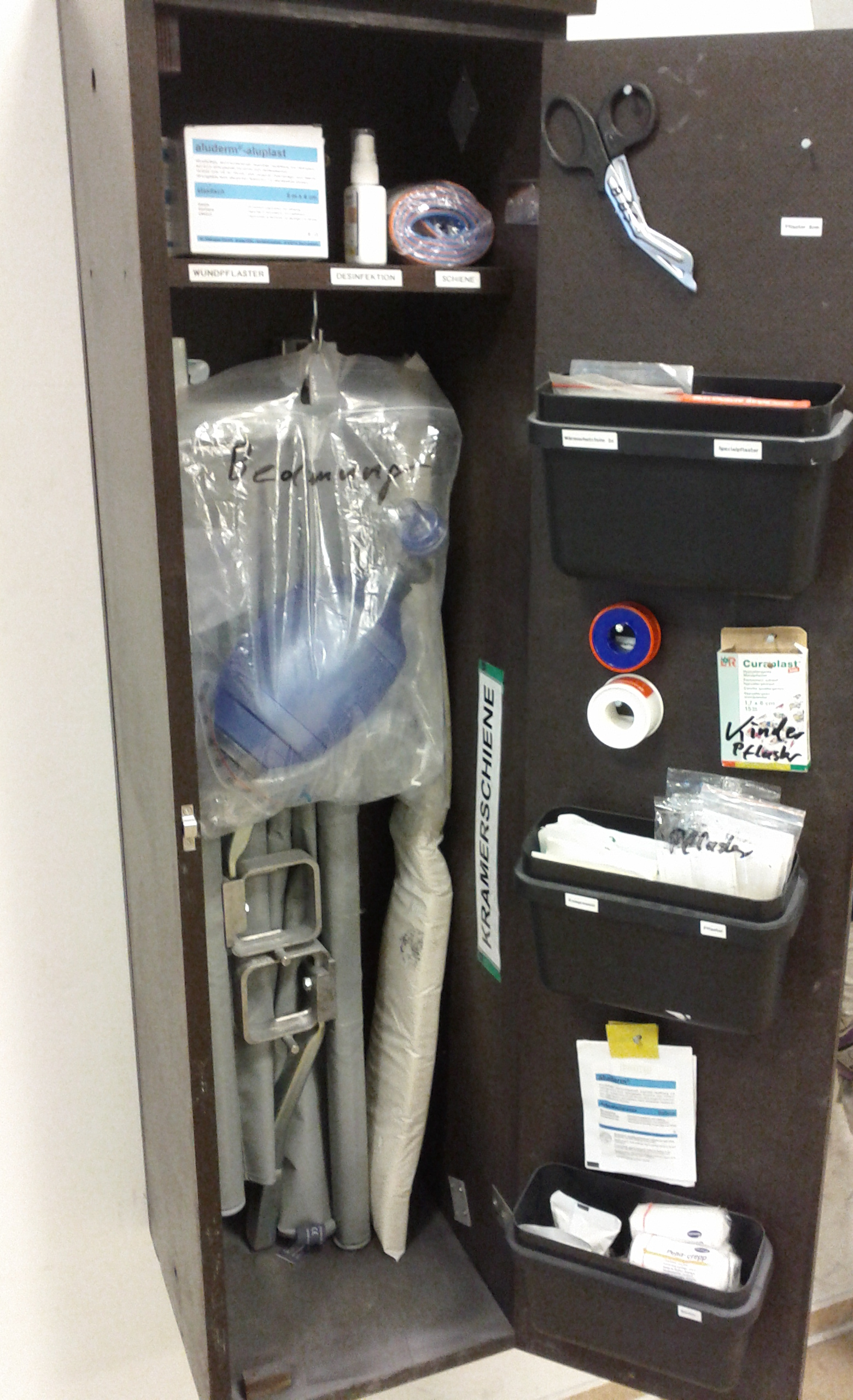

„Stretcher boxes“ in Großbritannien:

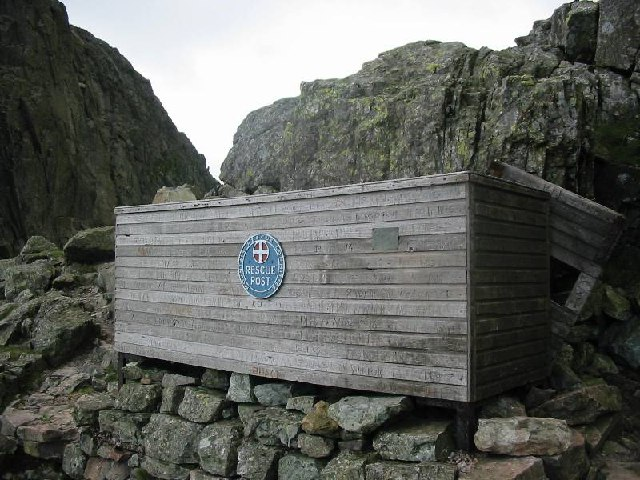
Stretcher box Mickledore
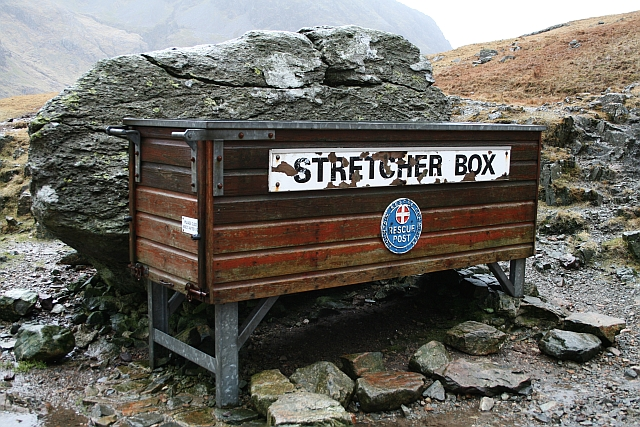
Stretcher Box Styhead